# Stenachaenium adenanthum
Stenachaenium adenanthum là một loài thực vật có hoa trong họ Cúc. Loài này được (Sch.Bip. ex Krasch.) Krasch. miêu tả khoa học đầu tiên năm 1923.